# Le Chat qui fume
Le Chat qui fume est une société française spécialisée dans la distribution et l'édition d’œuvres cinématographiques, fondée en 2005. 

## Présentation
Crée en 2005 par Stéphane Bouyer et Heathcliff le Tourneur Hugon, Le Chat qui Fume est maintenant dirigé par Stéphane Bouyer. Le Chat qui Fume se présente comme un « éditeur vidéo de films culte et rares ». Il s'attarde en priorité sur le cinéma de genre, le cinéma bis et le cinéma indépendant ; son catalogue présente de nombreux titres appartenant au giallo, à la blaxploitation, au thriller, au fantastique, à l'érotisme, l'horreur et la science-fiction. 
En parallèle à l'édition de films, Le Chat qui fume diffuse également des ouvrages. 
En 2020, Le Chat qui fume signe L'appel des 50, une tribune visant à alerter l'état français sur la situation préoccupante du support physique. Pour défendre l'édition vidéo DVD, Blu-ray et Ultra HD, cinquante sociétés participent à la tribune parmi lesquelles BAC, Carlotta, Condor Entertainment ou Koba.

## Filmographie partielle
Le catalogue complet des films distribués par Le Chat qui fume est visible sur le site officiel de la société.
| |  |  |
| Les classiques La Nuit de tous les mystères et Le Carnaval des âmes ont compté parmi les premiers titres du catalogue. |  |  |

- 2006
  - The Deadly Spawn
- 2007
  - Carnival of Souls
  - Hard
  - Émeutes à Los Angeles
- 2008
  - Forbidden Zone
  - La Nuit de tous les mystères
  - L'Amour chez les poids-lourds
  - Règlements de femmes à OQ Corral
- 2009
  - Love Connection
  - Vampyres
- 2010
  - Darktown Strutters
  - The Klansman
  - Ouvert 24/7
  - La Brune et moi
- 2011
  - Meurtre à la mode
- 2014
  - Dark Souls
- 2015
  - Le Venin de la peur
  - Journée noire pour un bélier
- 2016
  - L'Antéchrist
  - Exorcisme tragique
  - La Nuit des diables
  - Pulsions cannibales
  - Death Machine
  - Terreur sur la lagune
  - La Sœur d'Ursula
- 2017
  - Tropique du Cancer
  - La Longue Nuit de l'exorcisme
  - Le Retour des morts-vivants
  - Opéra
  - 3615 code Père Noël
- 2018
  - L'assassin a réservé neuf fauteuils
  - Lord of Illusions
  - La Secte
  - Sanctuaire
  - Les Possédées du diable
  - Le Journal intime d'une nymphomane
  - Les Rendez-vous de Satan
  - Chats rouges dans un labyrinthe de verre
  - Comme des chiens enragés
  - Emmanuelle et Françoise
  - Massacre à la tronçonneuse 2
- 2019
  - Amour et Mort dans le jardin des dieux
  - La Poupée de Satan
  - La Revanche des mortes vivantes
  - Le Cirque de la peur
  - La Rose écorchée
  - La Saignée
  - La Nuit de la mort
  - Haine
  - Retour des morts-vivants
  - Maniac
  - Vigilante
  - Fair Game
  - Waxwork
  - Halloween II
  - Halloween 3

- 2020
  - Perversion Story
  - Laurin
  - Trilogie : Majin, Le Retour de Majin, Le Combat final de Majin
  - Gwendoline
  - Le Jardin des supplices
  - La bête tue de sang-froid
  - Je suis vivant !
  - Les Week-ends maléfiques du Comte Zaroff
  - Le Couteau sous la gorge
  - L'Emmurée vivante
  - The Gate
  - Spirits of the Air, Gremlins of the Clouds
  - Long Weekend
- 2021
  - Les Charnelles
  - La Traque
  - Possession
  - Bianco Apache
  - Les Trois Visages de la peur
  - La Ruée des Vikings
  - Les Loulous
  - Les Confidences érotiques d'un lit trop accueillant
  - Tire pas sur mon collant
  - Les Désaxées
  - Le Manoir aux louves
  - Les petites saintes y touchent
  - La Révélation
  - Les Mantes religieuses
  - Bacchanales sexuelles
  - Zenabel
  - Baba Yaga
  - Holocaust 2000
  - Bayan ko
  - Blue Sunshine

- 2022
  - Evil Dead Trap
  - Evil Dead Trap 2
  - La Balance
  - Les Fauves
  - La Maison de la terreur
  - La Petite Sœur du diable
  - Folie meurtrière
  - L'important c'est d'aimer
  - Un papillon aux ailes ensanglantées
  - Frissons d'horreur
  - Mutronics
  - Draguse ou le Manoir infernal
  - Mais... qu'avez vous fait à Solange ?
  - Lady Frankenstein
  - Meurtre par intérim
  - La mort a souri à l'assassin
  - Nue pour l'assassin
  - Crime à froid
  - Les Prédateurs de la nuit
  - Les tueurs sont nos invités
  - Le orme
  - L'Exécutrice
  - Le Bar du téléphone
  - Terreur dans le Shanghaï express
  - La Tête de Normande St-Onge
  - Gina
  -  La Mort d'un bûcheron
  - Killer Crocodile